# Дутчак Юрій Іванович
Ю́рій Іва́нович Дутча́к (нар. 24 квітня 1984, Іспас, Вижницький район, Чернівецька область — 23 липня 2014, Волноваха, Донецька область) — волонтер, керівник підрозділу 4-го запасного батальйону Добровольчого українського корпусу, громадській діяч, керівник Городенківського районного осередку «Правого сектору». Загинув під час російсько-української війни. Псевдо «Шумахер».

## Життєпис
Юрій Дутчак народився в селі Іспас на Буковині. Рано зостався сиротою — батько, ветеран війни в Афганістані, помер, коли Юрію був лише рік, 2008-го через онкозахворювання померла мати. Лишився Юрій та старші сестри — Ніна й Наталія.
Закінчив Чернівецький будівельний технікум, відділення архітектури. Працював помічником архітектора у Чернівцях та Києві. 2010 року замешкав у селі Глушкові на Івано-Франківщині. Прийшов у прийми до Мирослави Юрчук не з порожніми руками, продавши батьківську хату в селі Іспас, кошти вклав у велику господарку; з тестем Мироном Гайдуком знайшов порозуміння.
З осені 2013 брав активну участь в Революції Гідності, учасник протистоянь на Грушевського. Пізніше вступив до лав «Правого сектора». В кінці лютого 2014 заснував Городенківськой районний осередок «Правого сектора» і очолив його. Організував військово-патріотичний табір для молоді в урочищі «Дубина», поблизу Глушкова.
Городенківські активісти «Правого сектору» склали люстраційний список, організували зустрічі в колективах, вимагали відставки вчорашніх прихильників старого режиму. На революційному запалі хлопці йшли до керівників правоохоронних структур — викривали корупційні схеми. Юрій набирав авторитету. 25 червня 2014-го Юрія після численних погроз викрали. Повернувся через три дні. Розповідав, що хотіли залякати, били, на руках виднілися чорні сліди від наручників. Він мав підозри, хто спричинився до катувань, але доказів не було.
Юрій із побратимами допомагав ГО «Майдан» збирати благодійну допомогу, зголосився із Дмитром Легенюком привезти зібране в зону бойових дій. Вранці 22 липня прикарпатські активісти на двох бусах з Косівського та Городенківського районів з благодійним вантажем виїхали в напрямку м. Амвросіївка, заїжджаючи на всі блокпости, де стоять прикарпатці, а коли повертались в супроводі бійців ДУК, близько опівночі потрапили у засідку бойовиків в районі м. Волноваха Донецької області. Юрій дістав смертельне кульове поранення, коли сів за кермо замість пораненого водія. Городенківський бус повністю знищений, у косівському нарахували 22 дірки від куль. Дмитро Легенюк розповів: «Була вже ніч, ми від'їхали десь 50 км від Амвросіївки й потрапили в засідку. Наші супровідники зайняли оборону, косівський бус вирвався уперед, а ми не встигли. Віталія Федьківа поранило, він попросив, щоб Юрій взяв кермо. А тут і в нього вцілила куля. Я витягнув обох на обочину. Перев'язав Віталія, бо з плеча валила кров. А Юрі куля влучила у хребет, почали затерпати ноги. Надійшла підмога, хлопцям зробили перев'язку та повезли до лікарні. Але згодом повідомили, що є „двохсотий“ — Юрій».
28 липня в Городенківському районному Палаці культури з активістом попрощалися мешканці м. Городенка; похований у рідному селі Іспас. Залишились дружина Мирослава та маленький названий син Славчик.

## Нагороди
- Наказом командира ДУК ПС від 11 лютого 2018 р. № 94/18 нагороджений відзнакою «Бойовий Хрест Корпусу» (посмертно) та зарахований посмертно до лав Добровольчого Українського Корпусу[1].
- В 2021 році був нагороджений орденом «За мужність» III ступеня (посмертно)[2].

## Вшанування
- 17 лютого 2015 року, в Іспаському НВК встановлено меморіальну дошку випускнику Юрію Дутчаку[3].
- 24 квітня 2015 року, в м. Городенці освячено пам'ятну дошку Юрію Дутчаку[4].